# Apollo e Dafne (escultura)
Apolo e Dafne é uma escultura barroca de mármore em tamanho natural, do artista italiano Gian Lorenzo Bernini (1598-1680), executada entre 1622 e 1625. Instalada na Galleria Borghese em Roma, a obra retrata o clímax da história de Apolo e Dafne em Metamorfoses, de Ovídio.

## História

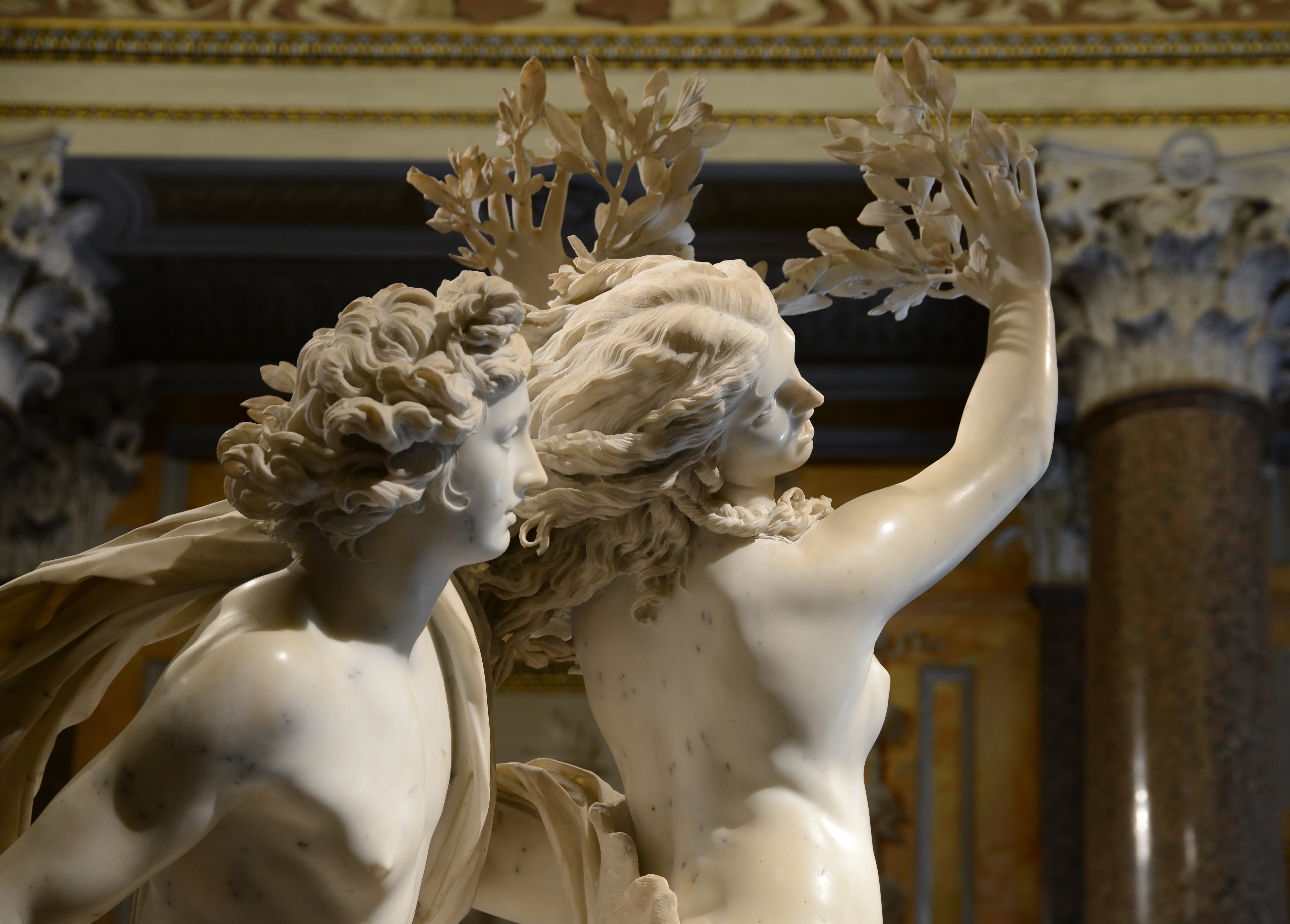
Detalhe da escultura.

A escultura foi a última de uma série de obras encomendadas pelo cardeal Scipione Caffarelli-Borghese, no início da carreira de Bernini. Apolo e Daphne foram comissionados após Borghese ter dado um trabalho anterior de seu patrocínio, Plutão e Perséfone de Bernini, ao Cardeal Ludovico Ludovisi.
Muito do trabalho inicial foi feito entre 1622 e 1623, mas uma pausa interrompeu sua conclusão, e Bernini não terminou o trabalho até 1625. De fato, a escultura em si não foi movida para a Villa Borghese do Cardeal até setembro de 1625.  Bernini não executou a escultura sozinho; ele teve ajuda significativa de um membro de sua oficina, Giuliano Finelli, que esculpiu os detalhes que mostram a conversão de Dafne de humana para árvore, como a casca e galhos, bem como seu cabelo varrido pelo vento.  Alguns historiadores, no entanto, desconsideram a importância da contribuição de Finelli.
Mesmo que a escultura possa ser apreciada de múltiplos ângulos, Bernini planejou que ela fosse vista de lado, permitindo ao observador ver as reações de Apolo e Dafne simultaneamente, assim entendendo a narrativa da história em um único instante, sem a necessidade de mover de posição.

## Icnografia
A lenda conta que Apolo, o mais belo deus do Olimpo, autoconfiante com seu arco de ouro, irrita o Cupido com sua arrogância. Assim, o Cupido teria lançado duas flechas, uma de ouro em Apolo, que atrai o amor, e outra de chumbo na ninfa Dafne, filha do rio-deus Peneu, que afasta o amor.
Doente de amor, Apolo começou o assédio sobre Dafne, que recusando todos os pretendentes, não deixou de recusar o belo deus. Apolo então começou uma perseguição a Dafne, que corria desesperada pela floresta tentando evitá-lo. Ele estava cada vez mais próximo de seu objetivo quando Dafne suplica ao seu pai, ao vê-lo entre as árvores, que parasse com o sofrimento. Peneu então, vendo que Apolo já tocava os cabelos da filha, a enfeitiça. Dafne sente seu corpo adormecer, sua pele se transformando em casca, os cabelos em folhas, os braços enrijeceram e viraram galhos, os pés fincaram-se no chão virando raízes. Ela então se transformou em um loureiro. No entanto, Apolo não perdeu o seu amor por Dafne:
 Colocando a mão contra o tronco, sentiu o coração ainda tremendo sob o novo latido. Ele segurou os galhos como se fossem partes de braços humanos e beijou a madeira. Mas até mesmo a madeira encolheu de seus beijos, e o deus disse:
Já que você não pode ser minha noiva, você deve ser minha árvore! Loureiro, com você meu cabelo será enfeitado, com você minha lira, com você meu arco. Você irá com os generais romanos quando vozes alegres proclamarem seu triunfo, e o Capitólio testemunhará suas longas procissões. Você ficará do lado de fora das ombreiras de Augustus, um guardião fiel, e vigiará a coroa de carvalho entre eles. E assim como a minha cabeça com o cabelo sem cortes é sempre jovem, você também vai usar a beleza das folhas imortais.

Então o loureiro curvou seus ramos recém-feitos, e pareceu sacudir sua coroa de folhas, como uma cabeça dando consentimento.

## Recepção
Os elogios a Apolo e Dafne continuaram, apesar do declínio da reputação de Bernini após sua morte. Um viajante francês em 1839 comentou que o grupo é "surpreendente, tanto pelo mecanismo de arte quanto pela elaboração, é cheio de charme no conjunto e nos detalhes".  Um jornal literário do século 19 considerou o único trabalho de Bernini digno de duradouro louvor.  Outros foram menos positivos. Um escritor de viagens inglês em 1829 observou a habilidade técnica de Bernini, mas acrescentou que a escultura "carrega toda a falta de julgamento, gosto e conhecimento daquele tempo", criticando a aparência de Apolo por ser mais como um pastor e não o bastante como um deus. 
Historiadores mais recentes têm sido muito mais positivos. Robert Torsten Petersson o chama de "uma obra-prima extraordinária... Impregnada de uma energia que resulta das pontas das folhas de louro e da mão e do tecido de Apolo." 